# Hidayet Şefkatli Tuksal
Hidayet Şefkatli Tuksal (Ankara, 1963) es una escritora, activista por los derechos humanos, columnista y feminista islámica turca. Es catedrática de teología en la Universidad Mardin Artuklu.

## Biografía
Hidayet Şefkatli Tuksal pertenece a una familia musulmana de los Balcanes. En 1980 se matriculó en la facultad de teología de Universidad de Ankara, uniéndose a una orden religiosa durante su estadía ahí, comenzando a utilizar velo. Recibió un PhD en teología islámica en tal centro de estudios.
En 1994, Tuksal cofundó la Baskent Kadin Platform, una plataforma que buscaba desafiar la base religiosa del sexismo, atrayendo la atención hacia la discriminación e injusticia que experimentan las mujeres religiosas en los espacios seculares; ocupó la presidencia varias veces.
Tuksal emprendió estudios de posgrado en filosofía en Universidad Técnica de Medio Oriente. Después de experimentar ataques debido al uso del velo, se vio forzada a abandonar la universidad, abriendo posteriormente una tienda de ropa con sus hermanas y madre después tras no poder encontrar un trabajo  que le acomode. Tuksal trabajó como docente en la Escuela İmam Hatip escuela antes de matricularse en un programa doctoral.
Tuksal se identifica como feminista religiosa. Ha estudiado textos religiosos y desafiado las ideas islamistas que buscan la marginación de las mujeres. Publicó un estudio académico sobre el sesgo de género en Hadiz en 2001. Escribió un texto que aborda la historia del movimiento de mujeres islamistas en Turquía, dividiendo al feminismo de su país entre las feministas islámicas y seculares.
Escribió durante aproximadamente dos años en el periódico Star. El 21 de enero de 2011, el Primer Ministro Erdogan fue criticado en un artículo titulado Hak sillesiyle uyarıyorum; tras ello, Erdogan expresó su molestia sobre lo que señalaba el periódico, coincidiendo con la salida de Tuksal del periódico el 11 de febrero: dijo que se fue por su propia voluntad.
El 7 de junio de 2012, Tuksal comenzó a redactar columnas para el diario Taraf, pero renunció junto a otros 23 escritores el 2 de mayo de 2013.